# تب طلای کلوندایک
تب طلای کلوندایک (انگلیسی: Klondike Gold Rush)، به مهاجرت حدود صد هزار جوینده طلا به منطقه کلوندایک یوکان گفته می‌شود که بین سال‌های ۱۸۹۶ و ۱۸۹۹ رخ داد. این منطقه در شمال غربی کانادا واقع است.
معدنچیان محلی در ۱۶ اوت ۱۸۹۶ در منطقهٔ کلوندایک طلا کشف کردند. هنگامی که در سال بعد خبر به سیاتل، واشینگتن و سان فرانسیسکو رسید، هجوم جویندگان طلا به منطقه آغاز شد. برخی‌ها ثروتمند شدند، ولی اکثریت چیزی به دست نیاوردند. تب طلا در ۱۸۹۹ پس از کشف طلا در نوم آلاسکا که مهاجرت گسترده‌ای از کلوندایک را موجب شد، پایان یافت. کتاب‌ها، عکس‌ها، فیلم‌های گوناگونی از این تب طلا الهام گرفته‌اند که از آن جمله می‌توان به فیلم جویندگان طلا، ساخته چارلی چاپلین و داستان آوای وحش، نوشته جک لندن اشاره کرد.

## نگارخانه

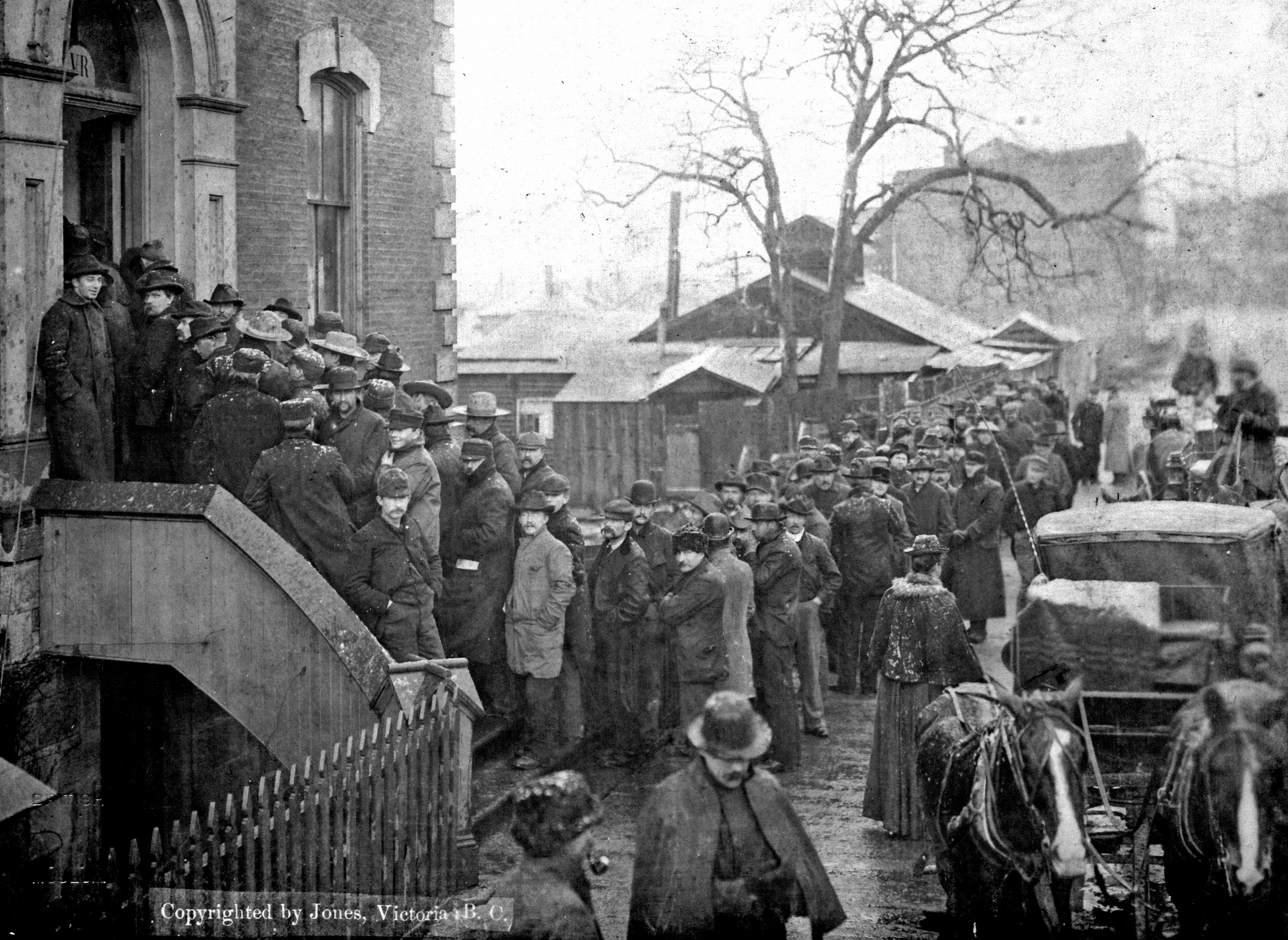
کارگران معدن کلوندایک در حال خرید پروانه در دفتر اداره گمرک ویکتوریا در بریتیش کلمبیای کانادا در ۲۱ فوریه ۱۸۹۸
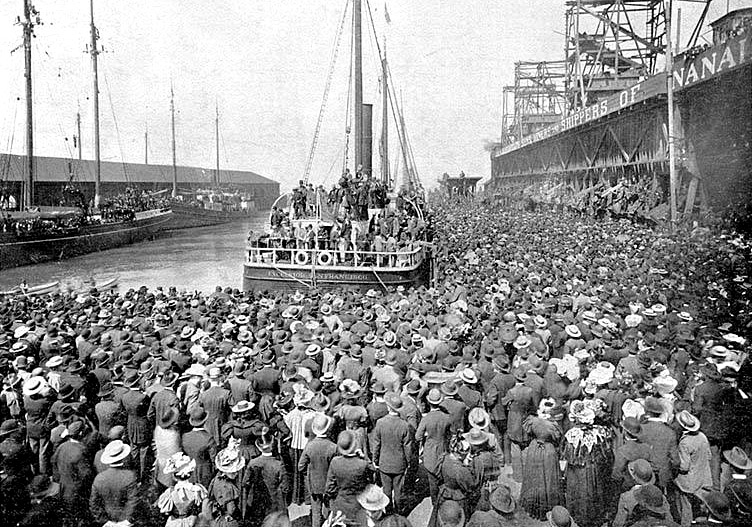
کشتی اس اس اکسکالسیور در حال ترک سان فرانسیسکو به مقصد کلوندایک در ۲۸ ژوئیه سال ۱۸۹۷
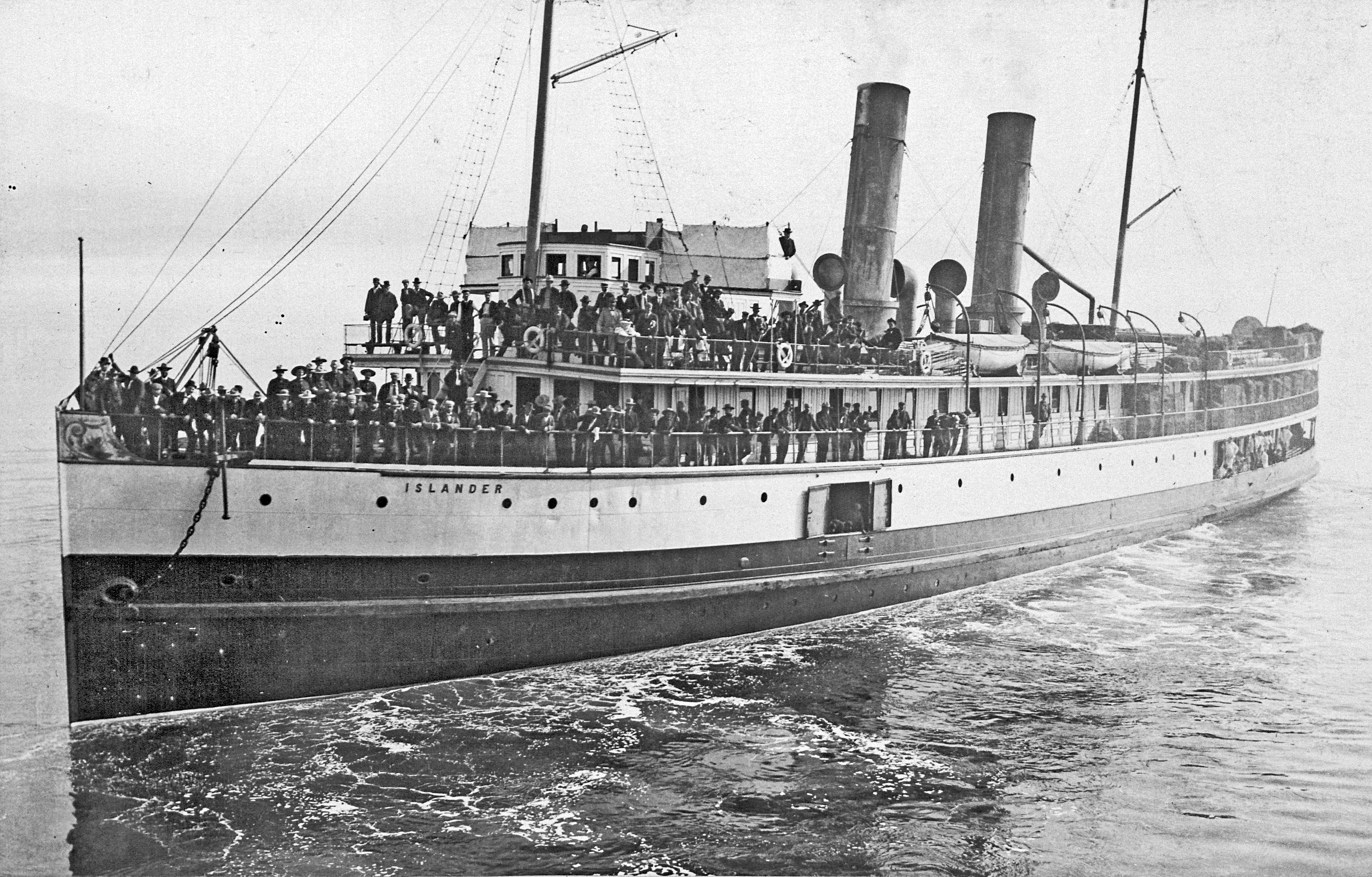
کشتی اس اس ایلندر در حال ترک ونکوور به مقصد اسکگوی، آلاسکا ۱۸۹۷